# Freddy Chaves
Frédéric Chaves d'Aguilar w skrócie Freddy Chaves (ur. 8 października 1918 w Gandawie – zm. 18 grudnia 2004 tamże) – belgijski piłkarz grający na pozycji ofensywnego pomocnika. Był reprezentantem Belgii.

## Kariera klubowa
Swoją karierę piłkarską Chaves rozpoczął w klubie ARA La Gantoise, w którym zadebiutował w sezonie 1935/1936. Grał w nim do 1950 roku i wtedy też przeszedł do trzecioligowego KSV Waregem. Po dwóch latach gry w Waregem przeniósł się do Kortrijk Sport, w którym grał w sezonie 1952/1953. W sezonie 1953/1954 był zawodnikiem RC Gand. W latach 1954–1958 ponownie występował w KSV Waregem, a w latach 1958-1960 w Kortrijk Sport.
| Sezon   | Klub            | Kraj   | Rozgrywki          | Mecze | Gole |
| ------- | --------------- | ------ | ------------------ | ----- | ---- |
| 1935/36 | ARA La Gantoise | Belgia | Division 1         | 4     | 3    |
| 1936/37 | ARA La Gantoise | Belgia | Division d'Honneur | 19    | 6    |
| 1937/38 | ARA La Gantoise | Belgia | Division d'Honneur | 24    | 9    |
| 1938/39 | ARA La Gantoise | Belgia | Division d'Honneur | 4     | 2    |
| 1939/40 | ARA La Gantoise | Belgia | Division d'Honneur | 9     | 6    |
| 1940/41 | ARA La Gantoise | Belgia | Division d'Honneur | 8     | 6    |
| 1941/42 | ARA La Gantoise | Belgia | Division d'Honneur | 26    | 6    |
| 1942/43 | ARA La Gantoise | Belgia | Division d'Honneur | 30    | 15   |
| 1943/44 | ARA La Gantoise | Belgia | Division d'Honneur | 26    | 11   |
| 1944/45 | ARA La Gantoise | Belgia | Division d'Honneur | 11    | 5    |
| 1945/46 | ARA La Gantoise | Belgia | Division d'Honneur | 27    | 10   |
| 1946/47 | ARA La Gantoise | Belgia | Division d'Honneur | 28    | 5    |
| 1947/48 | ARA La Gantoise | Belgia | Division d'Honneur | 26    | 15   |
| 1948/49 | ARA La Gantoise | Belgia | Division d'Honneur | 26    | 18   |
| 1949/50 | ARA La Gantoise | Belgia | Division d'Honneur | 30    | 14   |
| 1950/51 | KSV Waregem     | Belgia | Promotion          | ?     | ?    |
| 1951/52 | KSV Waregem     | Belgia | Promotion          | ?     | ?    |
| 1952/53 | KV Kortrijk     | Belgia | Division 2         | ?     | ?    |
| 1953/54 | RC Gand         | Belgia | Division 2         | ?     | ?    |
| 1954/55 | KSV Waregem     | Belgia | Division 3B        | 29    | 15   |
| 1955/56 | KSV Waregem     | Belgia | Division 3B        | 27    | 18   |
| 1956/57 | KSV Waregem     | Belgia | Division 3B        | 28    | 13   |
| 1957/58 | KSV Waregem     | Belgia | Division 3B        | 28    | 9    |
| 1958/59 | KV Kortrijk     | Belgia | Division 2         | 10    | 2    |
| 1959/60 | KV Kortrijk     | Belgia | Division 2         | 3     | 0    |

## Kariera reprezentacyjna
W reprezentacji Belgii Chaves zadebiutował 23 stycznia 1946 w zremisowanym 2:2 towarzyskim meczu ze Szkocją, rozegranym w Glasgow. W debiucie strzelił gola. Od 1946 do 1951 rozegrał w kadrze narodowej 20 meczów i strzelił 8 goli.